# Okuläre Dominanzsäule
Eine okuläre Dominanzsäule ist ein Bündel aus sogenannten „Orientierungssäulen“, die ihrerseits jeweils als ein kompaktes Neuronengeflecht in vertikaler Richtung alle sechs Schichten des Corpus geniculatum laterale (CGL) durchziehen. Auch im primären visuellen Cortex sind die Neurone der Area striata (Brodmann-Areal 17, V1) als Teil der Sehrinde histologisch in senkrecht zur Oberfläche angeordneten okulären Dominanzsäulen organisiert.
Grundlegend gilt, dass die okulären Dominanzsäulen die Information über die Orientierung eines auf die Netzhaut (Retina) treffenden Lichtreizes erhalten. Diese Reizidentifizierung dient der Objekterkennung.

## Morphologie
Das Corpus geniculatum laterale (CGL) und die primäre Sehrinde sind wie der gesamte Neocortex horizontal sechsschichtig aufgebaut. Diese Schichten werden dort von ventral nach dorsal mit 1 bis 6 bezeichnet. Der visuelle Kortex empfängt in der vierten Schicht den Großteil seiner Afferenzen aus dem Corpus geniculatum laterale (CGL) des Thalamus.
Das ebenfalls sechsschichtige CGL beinhaltet in den Schichten 2, 3 und 5 die Axone des ipsilateralen Auges, während die Schichten 1, 4 und 6 die Axone des kontralateralen Auges beinhalten. Eine okuläre Dominanzsäule durchzieht hier die Schichten 1 bis 6 des Corpus geniculatum laterale.

## Physiologie
Wird nun die Retina durch einen Lichtreiz angeregt, kommt es durch die Weiterleitung der visuellen Information von der Retina über den Nervus opticus zum Chiasma opticum und weiter über den Tractus opticus zum CGL. Anschließend wird die visuelle Information zur primären Sehrinde weitergeleitet, wo sich die Verarbeitung des Lichtreizes widerspiegelt.
Die Reaktion der Rindenneurone auf einen Lichtreiz zeigt, dass Neuronen innerhalb einer Säule die gleiche Präferenz für die Orientierung von Lichtbalken haben, welche auf die Retina treffen. Bündel solcher Orientierungssäulen, als okuläre Dominanzsäulen bezeichnet, beinhalten die Informationen eines Punktes in einem Auge. Das bedeutet, dass es für jeden Bereich des Gesichtsfeldes eine okuläre Dominanzsäule für je das linke und rechte Auge gibt.

## Abgrenzungen
Blobs sind im Gegenzug farbempfindliche Säulen, die keine Information über die Orientierung erhalten. Die um die Blobs herum gelegenen Interblobs hingegen empfangen Orientierungs-Afferenzen.
Zusammenfassend ist eine Hyperkolumne das funktionelle Modul der primären Sehrinde (primärer visueller Kortex [V1]) und beinhaltet zwei okuläre Dominanzsäulen und mehrere Blobs und Interblobs.